# Espézonnette
Die Espézonnette (auch Espezonnette geschrieben) ist ein Fluss in Frankreich, der im Département Ardèche in der Region Auvergne-Rhône-Alpes verläuft. Sie entspringt unter dem Namen Rau de Tinlettes im Regionalen Naturpark Monts d’Ardèche, im Gemeindegebiet von Astet und entwässert in einem Bogen von Nordwest nach Südwest. Nach rund 24 Kilometern mündet sie an der Gemeindegrenze von Cellier-du-Luc und Lespéron als rechter Nebenfluss in den Allier.

## Orte am Fluss
(Reihenfolge in Fließrichtung)
- Lanarce
- Lavillatte
- Lespéron